# Duerme Pueblo
Duerme Pueblo és una novel·la gràfica escrita i dibuixada per Xulia Vicente i Núria Tamarit. La trama està basada en el joc de taula Les Loups-Garous de Thiercelieux. Les autores ho són tant del guió com del dibuix, escrit i dibuixant a quatre mans, amb les planxes blaves dibuixades per Xulia i les més fosques, per Núria. La novel·la gràfica naix com a treball fi de grau de l'Escola de Belles Arts de Sant Carles.
Duerme Pueblo està localitzat a un llogaret fictici del nord d'Espanya, Barballo. Quan apareix un cadàver, els vilatans intenten descobrir al culpable mentre velles històries dels veïns es van mesclant amb màgia negra. Entre les influències del còmic, les autores destaquen a Terry Pratchett.